# Edward Gerard
Temple de la renommée : 1945
Eddie Gerard (né le 10 octobre 1890 à Ottawa, en Ontario au Canada - mort le 12 décembre 1937) est un joueur professionnel et entraîneur canadien de hockey sur glace. Il évoluait au poste d'ailier,.

## Biographie
En 1910, il commence sa carrière professionnelle dans l'Association nationale de hockey avec les Sénateurs d'Ottawa. En 1917, l'équipe intègre la Ligue nationale de hockey. Il a remporté quatre Coupes Stanley dont une avec les St. Patricks de Toronto. Le 25 mars 1922, il est prêté aux St. Patricks de Toronto à la suite d'une blessure d'un joueur de Toronto.
En 1923, il met un terme à sa carrière mais il est de retour dans le monde du hockey pour la saison 1924-1925.

### Les Maroons de Montréal
Depuis janvier 1918, il n'y a plus d'équipe représentant les anglophones dans la ville de Montréal en raison de l'arrêt des Wanderers à la suite de l'incendie de leur patinoire, l'Aréna de Westmount, le 2 janvier 1918, après seulement quatre matchs joués lors de la saison inaugurale de la LNH.
Deux nouvelles équipes sont à l'aube de la saison 1924-1925 de la LNH : les Bruins de Boston, première franchise de l'histoire de la ligue située aux États-Unis et les Maroons de Montréal. Cecil Hart est nommé manager de l'équipe mais avant la fin de sa première saison Gerard est nommé à sa place. Les Maroons finissent cinquièmes de la saison régulière avec vingt points, huit points devant les Bruins mais quinze derrière les quatrièmes, les Sénateurs, et avec près de la moitié des points des Tigers, ceux-ci terminant la saison avec trente-neuf points.
Avant le début de la saison 1925-19256, James Strachan, et Gerard augmentent la puissance du jeu des Maroons en faisant signer les premiers contrats professionnels à de jeunes joueurs : le 16 mars 1925, Albert Charles « Babe » Siebert s'engage avec l'équipe puis le 25 juin 1925, c'est le tour de Nels Stewart de signer un contrat. Les Tigers de Hamilton sont forcés d'arrêter leurs opérations après avoir été suspendus lors des séries 1925 ; les Americans de New York font leurs débuts dans la LNH ainsi que les Pirates de Pittsburgh, équipe homonyme de l'équipe de baseball de la ville.
L'aspect général de la saison n'est pas le même pour les Maroons puisqu'ils remportent vingt matchs contre onze défaites et cinq matchs nuls. Sur les vingt victoires de l'équipe, quatre se terminent par un blanchissage du gardien de l'équipe, Clint Benedict. Les Maroons terminent à la deuxième place du classement avec sept points de retard sur les Sénateurs. Le jeune Stewart fait parler de lui tout au long de la saison régulière en inscrivant le plus haut total de buts de la saison avec trente-quatre réalisations mais également le plus haut total de points avec quarante-deux points récoltés. Il reçoit alors le trophée Hart en tant que Most Valuable Player de la LNH.
Les trois premières équipes du classement sont qualifiées pour les séries de la LNH : les Sénateurs, les Maroons et les Pirates. Ces deux dernières équipes sont opposées lors du premier tour des séries, les matchs se jouant dans la Duquesne Gardens, patinoire de Pittsburgh. Les Pirates s'inclinent au total de buts : lors du premier match, les Maroons remportent la partie 3-1 alors que le second match laisse les deux équipes à égalité 3 buts partout.
Gerard, Benedict et Broadbent retrouvent donc leur ancienne équipe en finale de la LNH alors que la série est très serrée. Les deux équipes inscrivent chacune un seul but lors du premier match et Benedict réalise un blanchissage pour le second match. Les Maroons remportent leur premier trophée collectif, le trophée Prince de Galles.
La finale de la Coupe Stanley de 1926 est la dernière finale de l'histoire ouverte aux équipes ne faisant pas partie de la LNH. Ainsi, à l'issue de la saison 1925-1926 de la Western Canada Hockey League, les Cougars de Victoria finissent troisièmes au classement mais remportent les séries de la WHL et le droit de jouer contre les Maroons.
Il s'agit de la première édition de la finale de la Coupe Stanley dans la future célèbre patinoire du Forum de Montréal et la série tourne à l'avantage des joueurs locaux puisqu'ils remportent le premier, le deuxième et le quatrième match ne concédant qu'une défaite lors du troisième match sur la marque de 3 buts à 2. Les trois victoires des Maroons sont trois blanchissages — 3-0, 3-0 et 2-0 — et Stewart déjà meilleur joueur de la saison continue sur sa lancée en marquant six des dix buts inscrits par les siens.
Il entraîne par la suite les Americans de New York et brièvement les Eagles de Saint-Louis.

## Statistiques

### Statistiques de joueur
| Saison     | Équipe                  | Ligue      |     | Saison régulière | Saison régulière | Saison régulière | Saison régulière | Saison régulière |   | Séries éliminatoires | Séries éliminatoires | Séries éliminatoires | Séries éliminatoires | Séries éliminatoires |
| Saison     | Équipe                  | Ligue      | PJ  | B                | A                | Pts              | Pun              | PJ               | B | A                    | Pts                  | Pun                  |                      |                      |
| 1910-1911  | Ottawa New Edinburghs   | Ottawa     | 6   | 8                | 0                | 8                | -                |                  |   |                      |                      |                      |                      |                      |
| 1911-1912  | Ottawa New Edinburghs   | Ottawa     |     |                  |                  |                  |                  |                  |   |                      |                      |                      |                      |                      |
| 1912-1913  | Ottawa New Edinburghs   | Ottawa     |     |                  |                  |                  |                  |                  |   |                      |                      |                      |                      |                      |
| 1913-1914  | Sénateurs d'Ottawa      | ANH        | 11  | 6                | 7                | 13               | 34               |                  |   |                      |                      |                      |                      |                      |
| 1914-1915  | Sénateurs d'Ottawa      | ANH        | 20  | 9                | 10               | 19               | 39               | 5                | 1 | 0                    | 1                    | 6                    |                      |                      |
| 1915-1916  | Sénateurs d'Ottawa      | ANH        | 24  | 13               | 5                | 18               | 57               |                  |   |                      |                      |                      |                      |                      |
| 1916-1917  | Sénateurs d'Ottawa      | ANH        | 19  | 17               | 9                | 26               | 37               | 2                | 1 | 0                    | 1                    | 3                    |                      |                      |
| 1917-1918  | Sénateurs d'Ottawa      | LNH        | 20  | 13               | 7                | 20               | 26               |                  |   |                      |                      |                      |                      |                      |
| 1918-1919  | Sénateurs d'Ottawa      | LNH        | 18  | 4                | 10               | 14               | 17               | 5                | 3 | 0                    | 3                    | 3                    |                      |                      |
| 1919-1920  | Sénateurs d'Ottawa      | LNH        | 22  | 9                | 7                | 16               | 19               | 5                | 2 | 1                    | 3                    | 3                    |                      |                      |
| 1920-1921  | Sénateurs d'Ottawa      | LNH        | 24  | 11               | 4                | 15               | 18               | 7                | 1 | 0                    | 1                    | 53                   |                      |                      |
| 1921-1922  | Sénateurs d'Ottawa      | LNH        | 21  | 7                | 11               | 18               | 16               | 2                | 0 | 0                    | 0                    | 8                    |                      |                      |
| 1921-1922  | St. Patricks de Toronto | LNH        |     |                  |                  |                  |                  | 1                | 0 | 0                    | 0                    | 0                    |                      |                      |
| 1922-1923  | Sénateurs d'Ottawa      | LNH        | 23  | 6                | 8                | 14               | 24               | 7                | 1 | 0                    | 1                    | 4                    |                      |                      |
| Totaux LNH | Totaux LNH              | Totaux LNH | 128 | 50               | 47               | 97               | 120              | 27               | 7 | 1                    | 8                    | 71                   |                      |                      |